# Raul Usupovi
Raul Usupovi (georgiska: რაულ უსუფოვი, Raul Usupovi; azerbajdzjanska: Raul Yusupov, Raul Jusupov) född 1980 i Karadzjala, död 3 februari 2005 i Tbilisi, var en georgisk politiker och viceguvernör i regionen Nedre Kartlien.
Usupovi föddes i byn Karadzjala, nära Telavi, Kachetiens huvudort och hade azerbajdzjanska föräldrar, Jasjar och Lily Usupovi. Vid 20 års ålder flyttade Usupovi till huvudstaden Tbilisi, där han gifte sig och fick en dotter. Han gick senare med i den Enade nationella rörelsen, som vid tiden leddes av Zurab Zjvania (som senare blev Georgiens premiärminister). Usupovi blev nära vän med Zjvania, och det var i Usupovis lägenhet i Tbilisi som de två männen hittades döda tidig morgon den 3 februari 2005. Dödsorsaken skall ha varit en läcka av naturgas, och enligt georgiska officerare och FBI tydde inget på att de blivit avsiktligt dödade.